# Richert Vogt von Koch
Richert Vogt von Koch, född 22 december 1838 i Stockholm, död där 28 november 1913, var en svensk militär officer och skriftställare.

## Biografi
von Koch, som var son till justitiekanslern Nils Samuel von Koch, blev 1856 student vid Uppsala universitet. I sin militära karriär blev han 1857 underlöjtnant vid Livgardet till häst och han befordrades till överstelöjtnant 1887. von Koch invaldes 1873 i Krigsvetenskapsakademien. Han tog avsked ur krigstjänsten 1894. 
Han var även verksam som författare av flera romaner och olika facklitterära alster. von Koch är begravd på Norra begravningsplatsen utanför Stockholm.
I äktenskapet med Agathe Wrede, föddes flera barn som kom att bli bekanta: konstnärerna Ebba von Koch och Frances Wachtmeister, matematikern Helge von Koch, socialpolitikern Gerhard Halfred von Koch, språkläraren fil lic Arne von Koch, tonsättaren Sigurd von Koch samt häradshövdingen Ragnar von Koch.

### Översättning
- Channing, William Ellery (1872). Om religionsundervisningen i söndagsskolor och annorstädes : ur ett föredrag om söndagsskolor. Stockholm. Libris 2593693